# Мулк Радж Ананд
Мулк Радж Ананд (на английски: Mulk Raj Anand) е индийски философ, журналист, поет и писател на произведения в жанра драма, лирика и мемоари. Един от пионерите на индоанглийската художествена литература заедно с писателите Р. К. Нараян, Ахмад Али и Раджа Рао, получили международна известност. Известен е с това, че изобразява живота на по-бедните касти в традиционното индийско общество. Той е сред първите писатели, които включват идиоми на панджаби и хиндустани в английския език.

## Биография и творчество
Мулк Радж Ананд е роден на 12 декември 1905 г. в Пешавар, Британска Индия (сега в провивция Хайбер Пахтунхва, Пакистан). Градът е типичен с глинени къщи, тесни улички и алеи, базари, търговци от далечни клисури, и занаятчии, които правят различни сребърни неща, сборище, което го впечатлява от ранна възраст. През 1924 г. завършва с отличие Колежа Кхалса в Амритсар.
Премества се в Англия, където работи в ресторант, за да се издържа. Получава бакалавърска степен от Университетския колеж в Лондон, а през 1929 г. получава докторска степен по философия от Кеймбриджкия университет с дисертация за Бертран Ръсел и английските емпирици. През това време той създава приятелства с членове на групата Блумсбъри. Прекарва известно време в Женева като чете лекции в Обществото на народите и Международния комитет на интелектуална сътрудничество.
През 1938 г. се жени за английската актриса и комунистка Катлийн Ван Гелдер. Имат дъщеря – Сушейла. Развеждат се през 1948 г.
Литературната му кариера е породена от семейна трагедия в резултата на твърдостта на кастовата система на Индия. Първото му есе е отговор на самоубийството на леля, отлъчена от семейството ѝ, заради споделяне на храна с мюсюлманка.
Първият му роман „Untouchable“ (Недосегаем) е издаден през 1935 г. Той е разказ за живота на кастите в Индия. Историята проследява един ден от живота на Бакха, чистачка на тоалетни, която случайно се натъква на член на висша каста, получавайки поредица от унижения. Тя търси основание за трагедията на съдбата, в която е родена, разговаря с християнски мисионер, слуша реч от Махатма Ганди и разговор между двама образовани индийци, но до края на книгата вероятното спасение е в новите технологии и народната изобретателност, които да елиминират нуждата от каста за почистващи препарати за тоалетни. Романът е широко аплодиран от критиката и е с предговор от Едуард Морган Форстър.
През 30-те и 40-те години, разделяйки времето си между Лондон и Индия, е особено активен в индийското движение за независимост. Докато е в Лондон, той пише пропаганда от името на индийската кауза заедно с бъдещия министър на отбраната на Индия В. К. Кришна Менон. В същото време подкрепя левите каузи другаде по света, пътувайки до Испания, за да участва като доброволец в испанската гражданска война, но ролята му в конфликта е по-скоро журналистическа. Прекарва Втората световна война като сценарист за Би Би Си в Лондон, където става приятел на Джордж Оруел. Той също е приятел на Пикасо и има картини на Пикасо в личната си колекция от произведения на изкуството.
Връща се в Индия през 1947 г. През 1950 г. се жени за Ширин Ваджифдар, класическа танцьорка от Бомбай.
В Индия продължава да пише активно. Работата му включва поезия и есета на широк спектър от теми, както и автобиографии, романи и разкази. Раманите му – „Кули“ (1936) и „Личният живот на индийски принц“ (1953) са може би най-важните от творбите му.
Основава литературно списание „Marg“ и преподава в различни университети. През 70-те години той работи с Международната организация за напредък (IPO) по въпроса за културното самосъзнание сред нациите. Изнася серия от лекции за изтъкнати индийци, включително Махатма Ганди, Джавахарлал Неру и Рабиндранат Тагор, отбелязвайки техните постижения.
Мулк Радж Ананд умира от пневмония на 28 септември 2004 г. в Пуна.

## Произведения

### Самостоятелни романи
- Untouchable (1935)
- Coolie (1936)
Кули, изд.: ОФ, София (1951), прев. Л. Сечанов
- Two Leaves and a Bud (1937)
Два листа и една пъпка, изд.: ОФ, София (1957), прев. Лиляна Илкова-Златинова
- The Village (1939)
- Across the Black Waters (1939)
- The Sword and the Sickle (1942)
- The Big Heart (1945)
Голямото сърце, изд.: „Народна култура“, София (1957), прев. Сидер Флорин
- The Lost Child (1934)
- The Private Life of an Indian Prince (1953)
- The Old Woman and the Cow (1960)
Старицата и кравата, изд.: ОФ, София (1962), прев. Христо Кънев
- The Road (1961)

### Сборници
- The Lost Child And Two Lyrical Stories (1934)
Чанду, изд.: Профиздат, София (1968), прев. Ана Ковачева
- A Pair of Mustachios and Other Stories (2002)

### Документалистика
- The Golden Breath: Studies in five poets of the new India (1933)
- Introduction to Indian art (1956) – редактор
- Homage to Khajuraaho (1957) – със Стела Крамриш и Александър Кънингам
- Kama Kala (1958)

#### Автобиографии
- Seven Summers (1951)
- Morning Face (1968) – печели наградата „Sahitya Akademi“ (награда за най-добра литература) в Индия.
- Conversations in Bloomsbury (1981)
- Pilpali Sahab (1985)